# Takeru Kishimoto
Takeru Kishimoto (岸本 武流 Kishimoto Takeru?, Nara, 16 de julio de 1997) es un futbolista japonés que juega como delantero en el Gamba Osaka de la J1 League.

## Trayectoria

### Clubes
| Club                      | País  | Año       |
| ------------------------- | ----- | --------- |
| Cerezo Osaka              | Japón | 2016-2019 |
| Mito HollyHock (cedido)   | Japón | 2018      |
| Tokushima Vortis (cedido) | Japón | 2019      |
| Tokushima Vortis          | Japón | 2019-2021 |
| Shimizu S-Pulse           | Japón | 2022-2023 |
| Gamba Osaka               | Japón | 2024-     |

## Palmarés

### Títulos nacionales
| Título             | Club         | País  | Año  |
| ------------------ | ------------ | ----- | ---- |
| Copa J. League     | Cerezo Osaka | Japón | 2017 |
| Copa del Emperador | Cerezo Osaka | Japón | 2017 |